# پروتکل کنترل پیوند
پروتکل کنترل پیوند (به انگلیسی: Link Control Protocol) (مخفف انگلیسی: LCP) در شبکه‌های رایانه‌ای بخشی از پروتکل قرارداد نقطه به نقطه(PPP) است. در ارتباطات هم دستگاه فرستنده و هم دستگاه گیرندهٔ پیام، بسته‌های LCP را برای تصمیم‌گیری در مورد چگونگی انتقال بسته‌های داده می‌فرستند.
یک بسته LCP:
- هویت شما را هنگام برقراری ارتباط با Isp مورد بررسی قرار می‌دهد.
- در مورد پذیرش یا رد درخواست اتصال شما تصمیم می‌گیرد.
- سایز قابل قبول بسته‌های داده تبادلی بین طرفین را مشخص می‌کند.
- به دنبال مشکل در پیکربندی ارتباطی می‌گردد و در صورت وجود هرگونه مشکل به ارتباط خاتمه می‌دهد.

انتقال داده در شبکه تا زمانی که LCP هویت شما را تأیید نکرده باشد ممکن نخواهد بود.